# NGC 2739
NGC 2739 (również PGC 25530) – galaktyka spiralna (Sab), znajdująca się w gwiazdozbiorze Wielkiej Niedźwiedzicy. Odkrył ją 18 lutego 1855 roku R.J. Mitchell – asystent Williama Parsonsa.
Na niebie tuż obok niej widoczna jest NGC 2740. Przesunięcie ku czerwieni obu tych galaktyk jest podobne, dlatego prawdopodobnie stanowią one fizyczną parę, choć brak jest widocznych oznak oddziaływania grawitacyjnego między nimi.